# Ossolineum

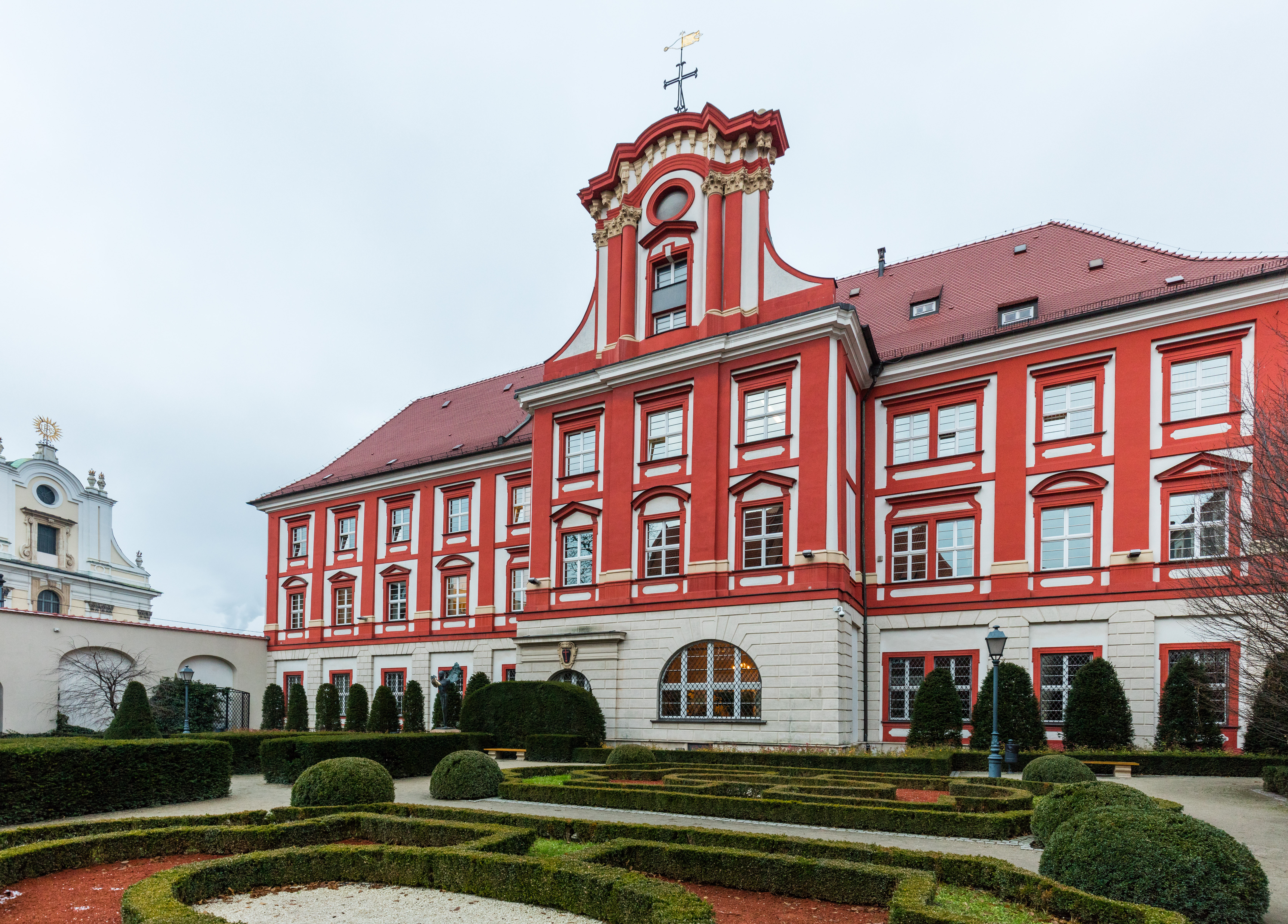
Matthiasstift in Breslau

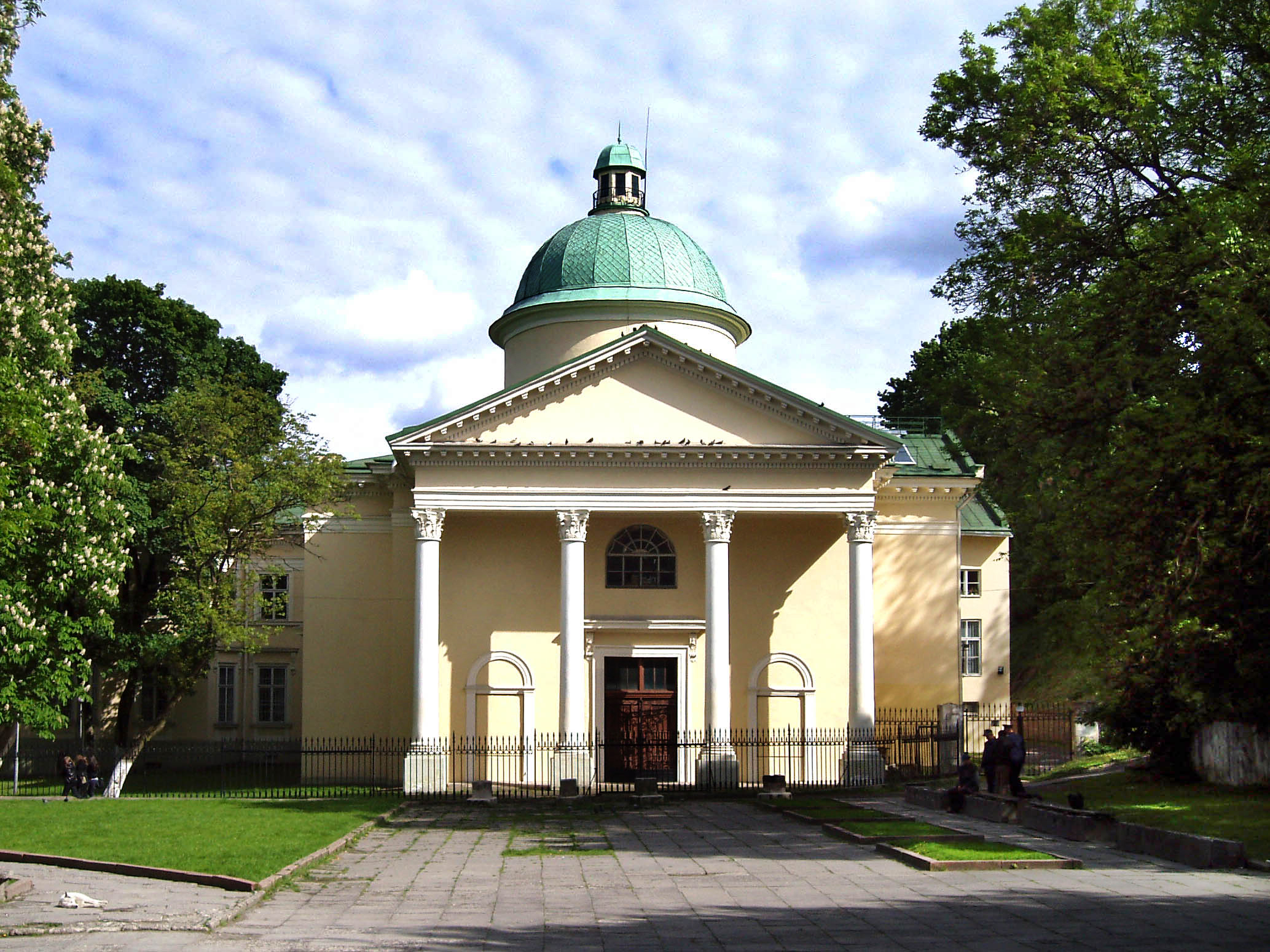
Ehemaliges Ossolineum in Lemberg

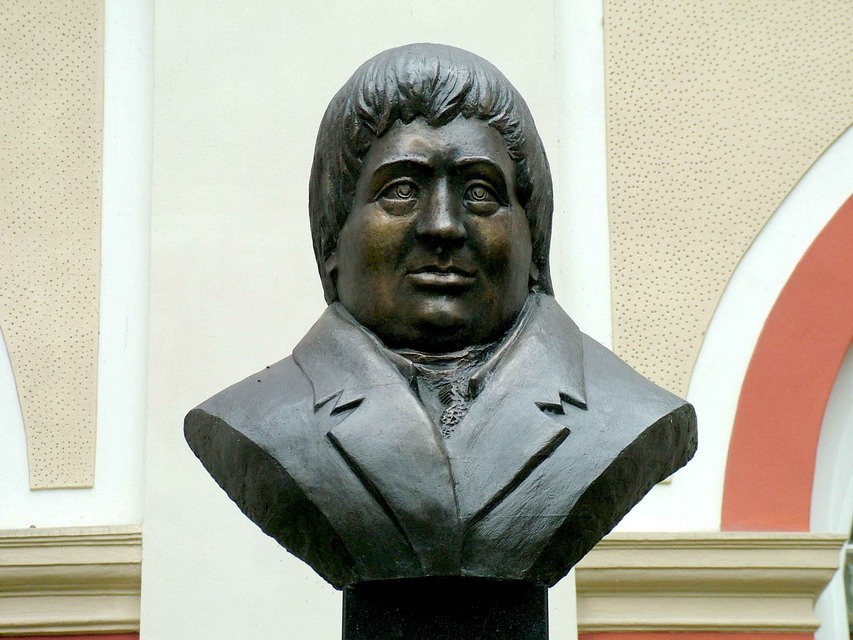
Graf Józef Maksymilian Ossoliński, der Gründer des Ossolineums

Die Ossolinski-Nationalbibliothek Breslau (polnisch Zakład Narodowy im. Ossolińskich, ZNiO), kurz Ossolineum, hat ihren Sitz im ehemaligen Matthias-Gymnasium („Matthiasstift“) in Breslau (seit 1945 Polen).
Das Ossolineum wurde im Jahr 1817 von seinem Stifter Graf Józef Maksymilian Ossoliński als Forschungsinstitut im damals österreichisch-ungarischen Lemberg gegründet. Im Jahr 1828 wurde dem aus der privaten Bibliothek von Ossoliński hervorgegangenen Institut, das erst 1827 seine Arbeit aufgenommen hatte, ein Verlagshaus angeschlossen. Bis 1918 war es innerhalb der Zeit der k.k. Monarchie ein Zentrum polnischer wissenschaftlicher Forschungen.
Das zum Zweck der Sammlung von Druckwerken, Handschriften und Druckgrafiken zu polnischen Themen gegründete Ossolineum konnte seine Bestände im Jahr 1823 durch die Aufnahme der Bibliothek des Grafen Henryk Lubomirski (1777–1850) wesentlich erweitern. Weitere private Sammlungen ergänzten die Bestände.
1947 zog das Ossolineum wegen der Vertreibung der polnischen Bevölkerung aus Ostpolen, das nach Kriegsende 1945 der Ukraine eingegliedert wurde, in das barocke Matthiasstift in Breslau um. Seit 1953 steht die Sammlung unter Verwaltung der Polnischen Akademie der Wissenschaften.